# Punkt G (album)
Punkt G – drugi studyjny album polskiego rapera i wokalisty Kroolika Underwooda. Premiera płyty odbyła się 19 października 2013 roku. Wydawnictwo ukazało się nakładem wytwórni RPS Enterteyment. Za produkcję materiału odpowiedzialni byli Poszwixxx, Dolun, AuGuSt, SoDrumatic czy sam Maciej Podlawski. Gościnnie swoje zwrotki dograli między innymi Kaen, Bezczel, Peja czy Peerzet.

## Lista utworów
Źródło.
1. „Punkt G” (prod. Kroolik Underwood)
2. „Baby Girl” (gości. Poszwixxx) (prod. Poszwixxx)
3. „Pogo” (prod. Kroolik Underwood)
4. „Dziki szał” (gości. Kaen) (prod. Kroolik Underwood)
5. „Wysoki kant” (prod. Dolun)
6. „Na pięciolinii zdarzeń” (gości. Bezczel) (prod. AuGuSt)
7. „Flash Gordon” (gości. Zeus) (prod. SoDrumatic)
8. „The Reason” (gości. Dominika Matyska) (prod. Kroolik Underwood)
9. „Może jednak jutro” (prod. Kroolik Underwood)
10. „21 wiek” (gości. RPS & Gandzior) (prod. Kroolik Underwood)
11. „Chore relacje” (prod. Kroolik Underwood)
12. „Moja w tym głowa” (gości. Peerzet) (prod. Dolun)
13. „Zatańcz ze mną” (prod. Kroolik Underwood)
14. „Nie obchodzisz mnie” (gości. PeMeR & Shellerini) (prod. Poszwixxx)
15. „What'a Funk” (prod. Kroolik Underwood)